# Modern Language Association
La Modern Language Association of America, a menudo llamada simplemente Modern Language Association (MLA), es la principal asociación profesional de los especialistas en lengua y literatura inglesa de Estados Unidos. La MLA pretende « reforzar el estudio y la enseñanza de la lengua y de la literatura ».

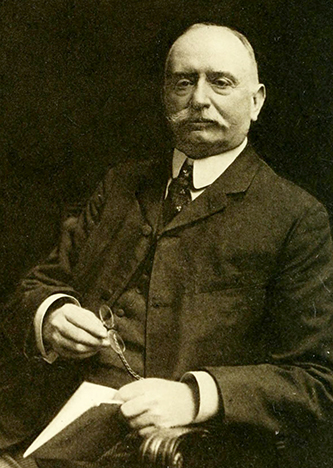
Aaron Marshall Elliott, fundador de la Modern Language Association.

La organización comprende más de 25 000 miembros en al menos 100 países, principalmente de universitarios, tanto de enseñantes como de los estudiantes que cursan o enseñan la lengua y la literatura inglesa, además de otras lenguas modernas y la literatura comparada. Aunque fundada en Estados Unidos y con sede en Nueva York, la composición, las preocupaciones, la reputación y la influencia de la MLA tienen un alcance internacional.   